# 242 a. C.
El año 242 a. C. fue un año del calendario romano prejuliano. En el Imperio romano se conocía como el año 512 ab urbe condita.

## Acontecimientos

### República romana
- Consulados de Cayo Lutacio Cátulo y Aulo Postumio Albino en la Antigua Roma.[1]
- Se crea la magistratura del pretor peregrino.
- El cónsul y comandante romano, Lutacio Catulo, bloquea las ciudades sicilianas de Lilibeo y Drépano con una flota de 200 barcos.